# Arvika tingsrätt
Arvika tingsrätt var en tingsrätt i Värmlands län. Domsagan omfattade vid upplösningen kommunerna Arvika, Eda, Säffle och Årjängs kommuner. Tingsrätten och dess domsaga ingick i domkretsen för Hovrätten för Västra Sverige. Tingsrätten hade kansli i Arvika. År 2005 upplöstes tingsrätten varvid själva rätten och domsagan uppgick i Värmlands tingsrätt och domsaga.

## Administrativ historik
Vid tingsrättsreformen 1971 bildades denna tingsrätt i Arvika från häradsrätterna för Södersysslets tingslag, Nordmarks tingslag och Jösse tingslag. Domkretsen bildades av dessa tingslag förutom områdena Värmskog och Boda. 1971 omfattade domsagan kommunerna Arvika, Eda, Säffle och Årjängs kommuner.   Tingsplatser var inledningsmässigt Arvika, Säffle, Årjäng och Värmlandsnäs.
Tingsrätten upplöstes 7 februari 2005 då rätten och domsagan uppgick i Värmlands tingsrätt och dess domsaga.

## Lagmän
- 1971–1988: Ernst Heyman
- 1989–1990: Arne Mannerstedt
- 1990–1999: Bertil af Klinteberg
- 2000-: Paul Rebane